# North Mankato
Pour les articles homonymes, voir Mankato.
La ville de North Mankato est située dans les comtés de Blue Earth et Nicollet, dans l’État du Minnesota, aux États-Unis. Sa population s’élevait à 13 394 habitants lors du recensement de 2010, estimée à 13 619 habitants en 2016. La plupart des habitants vivent dans le comté de Blue Earth.

## Histoire
North Mankato a été incorporée en tant que village en 1898.

## Géographie
North Mankato est séparée de sa ville sœur, Mankato, située plus au sud, par la rivière Minnesota. Elles forment à elles deux une conurbation de plus de 54 000 habitants.

## Source
- (en) Cet article est partiellement ou en totalité issu de l’article de Wikipédia en anglais intitulé « North Mankato, Minnesota » (voir la liste des auteurs).

1. ↑  « 2010 Census Redistricting Data (Public Law 94-171) Summary File », American FactFinder, United States Census Bureau (consulté le 27 avril 2011)